# Euantedon moluccana
Euantedon moluccana is een haarster uit de familie Antedonidae.
De wetenschappelijke naam van de soort werd in 1912 gepubliceerd door Austin Hobart Clark.